# Fernando Moreno
Fernando Daniel Thjoernelund Moreno (ur. 2 grudnia 1985) – chilijski zapaśnik walczący w stylu wolnym. Brązowy medalista mistrzostw Ameryki Południowej w 2015 roku.